# Begraafplaats van Sint-Gillis

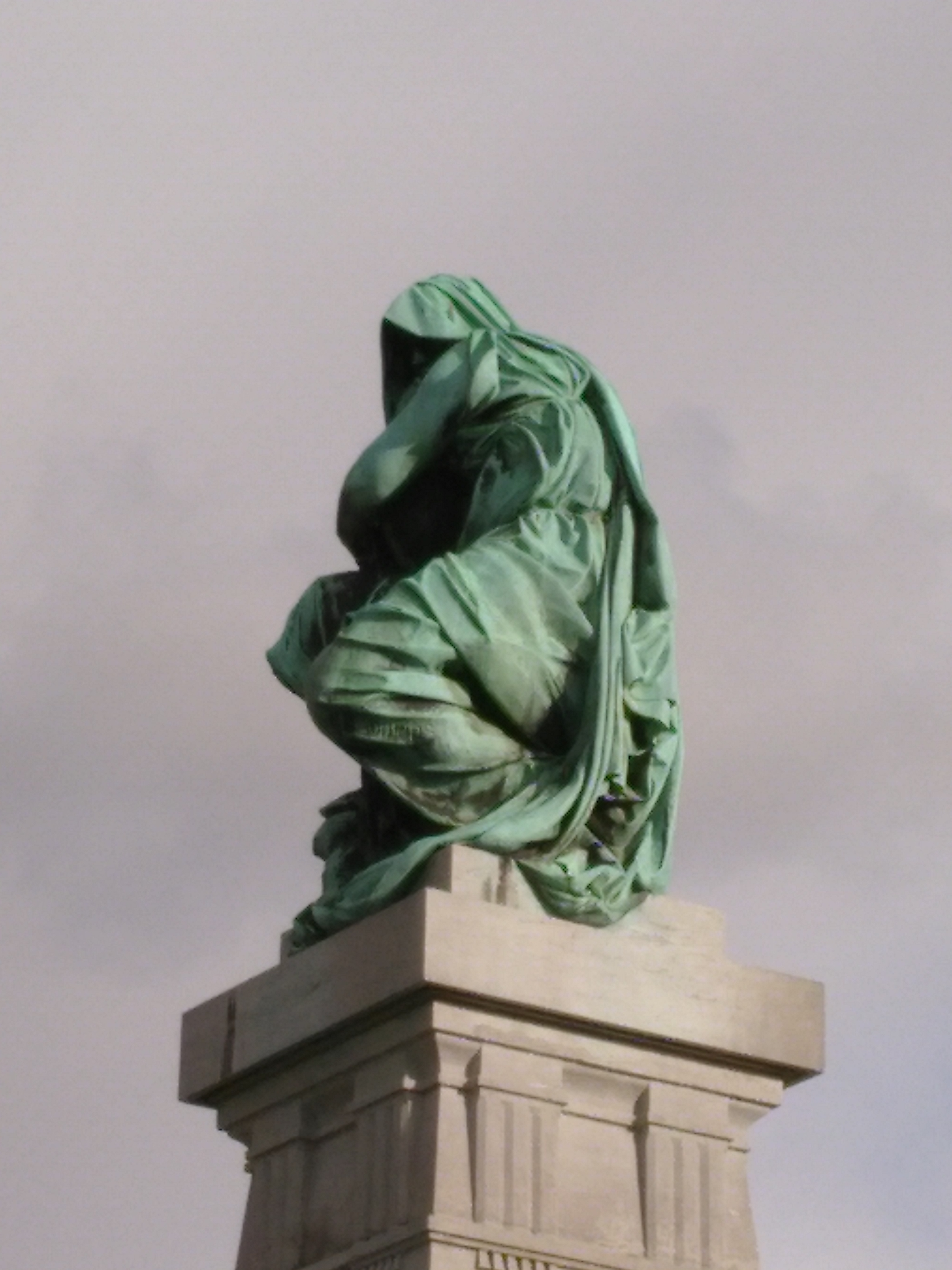
De stilte van het graf (Julien Dillens, 1896)

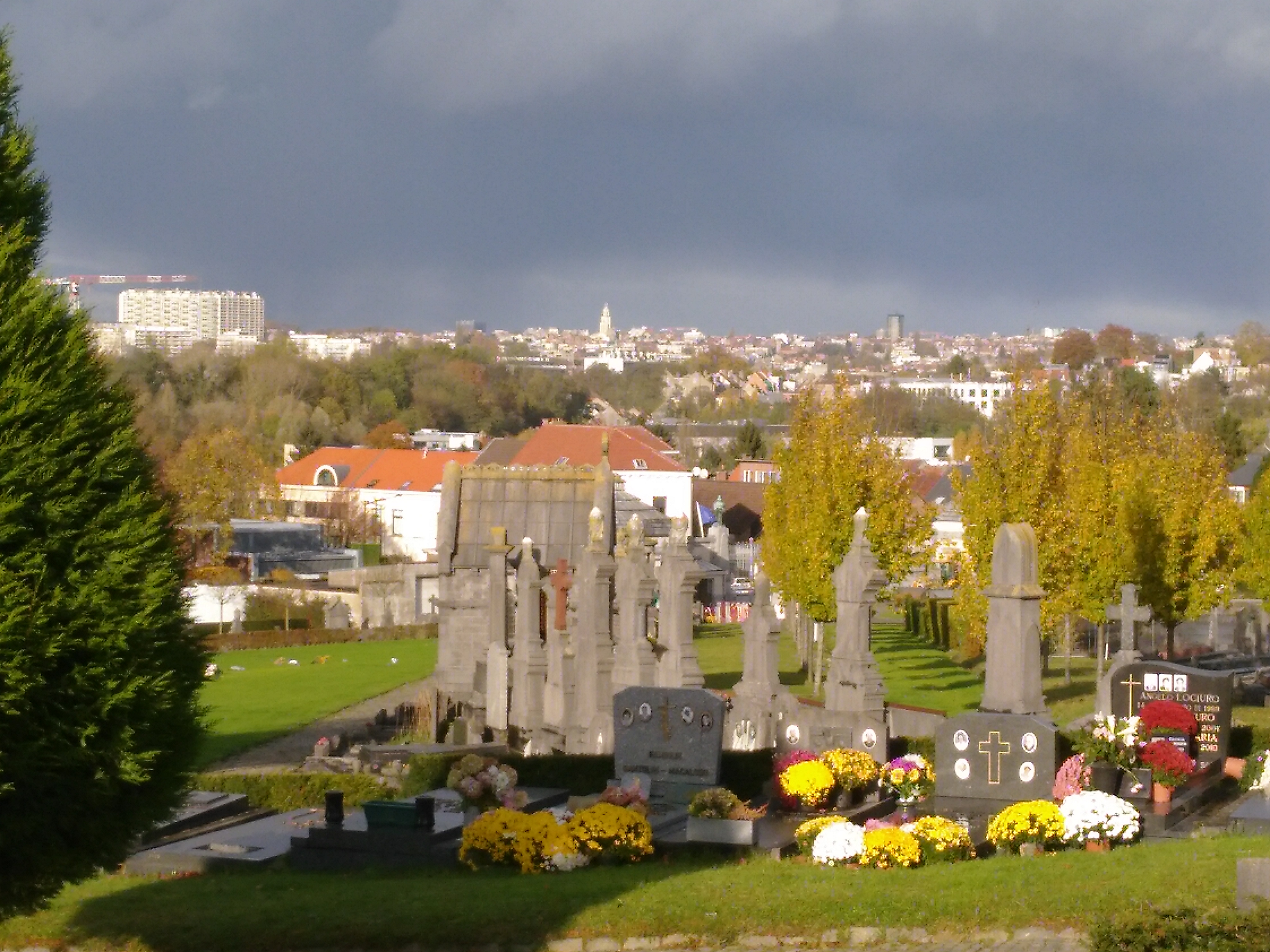
Uitzicht richting Vorst

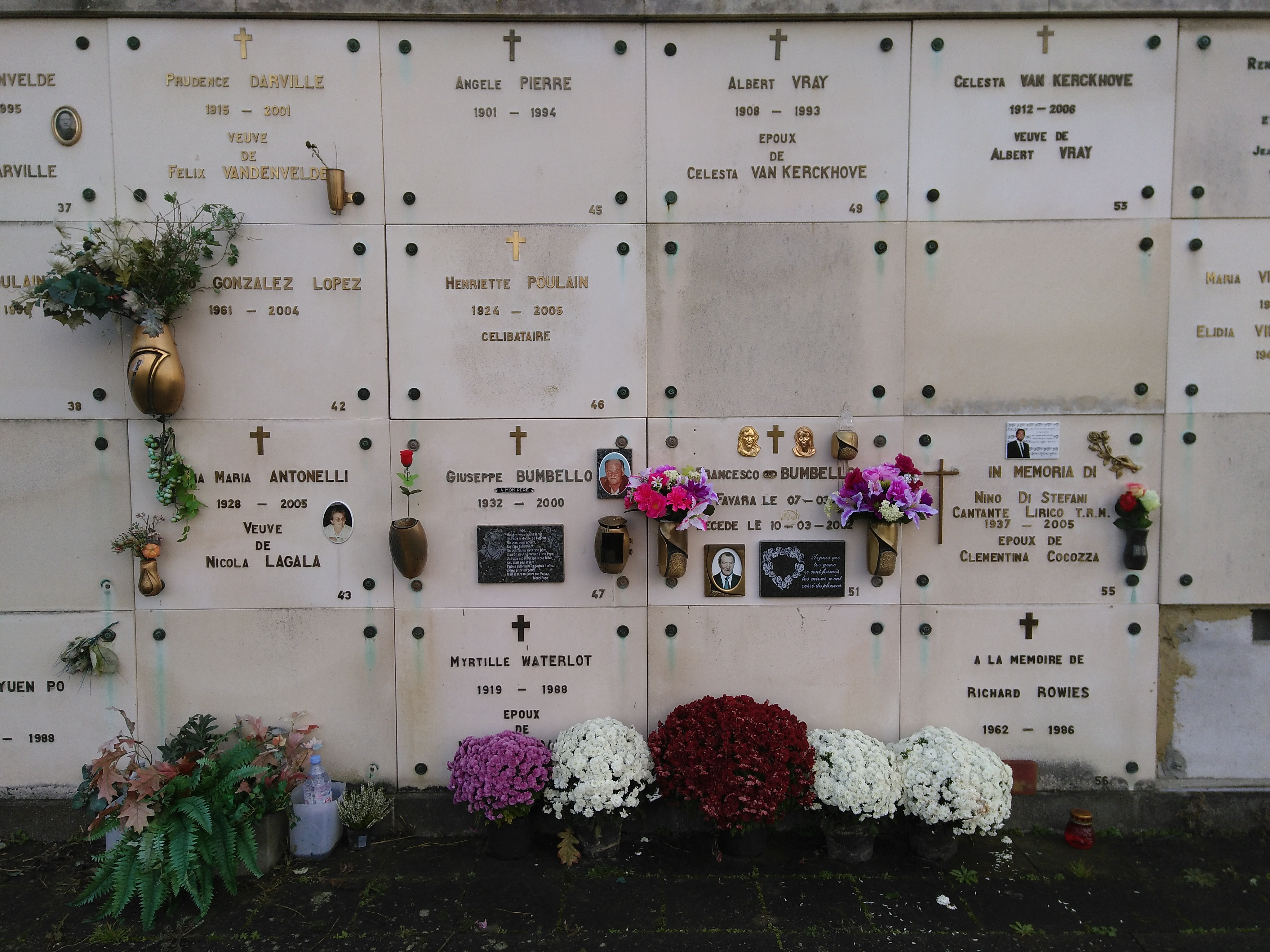
Galerijgraven

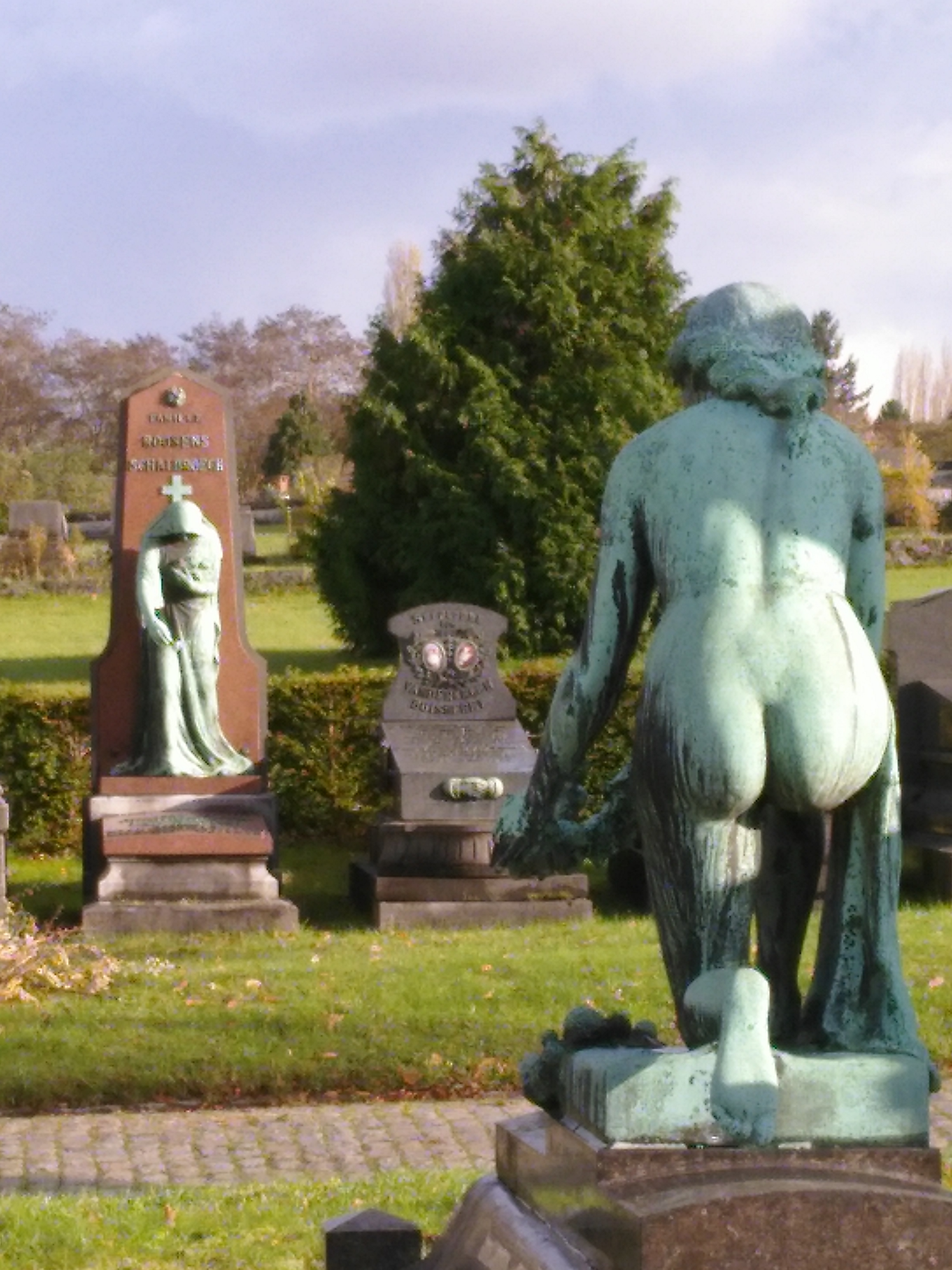
Verschillende praalgraven.

De begraafplaats van Sint-Gillis ligt op een hoogte in Ukkel. Ze is geopend in 1895. Behalve waardevol funerair erfgoed biedt ze ook weidse uitzichten.

## Geschiedenis
Sint-Gillis heeft een opeenvolging van kerkhoven gekend. Van 1216 dateert de oprichting als parochie en de toestemming om doden te begraven bij de Sint-Gilliskerk. De verstedelijking noopte tot een heraanleg van de oude dorpskern, waarbij het kerkhof geruimd werd. De nieuwe, gemengde begraafplaats (als eerste in België) bevond zich vanaf 1862 in de Bosstraat. Door de explosieve bevolkingsgroei waren de 67 are vlug volzet en keek men voor de derde begraafplaats buiten de gemeentegrenzen. Het nieuwe terrein van Kalevoet bleef slechts veertien jaar in gebruik (1881-1895), omdat het totaal ongeschikt was: het had maar een dunne laag leemgrond en in de lagere delen stond het grondwater zo hoog dat de lijken verzeepten en de grafdelvers hun leven riskeerden. De oplossing was een nieuwe verhuizing naar de huidige locatie, met meename van de stoffelijke overschotten (1895).
Naast de gemeentelijke begraafplaats had Sint-Gillis sinds eind 18e eeuw ook een kerkhof van de Brusselse Kapelleparochie, ter hoogte van de Koningslaan. Het leger van Wellington begroef er zijn doden in 1815. De begraafplaats, met kleine delen afgebakend voor joden en protestanten, sloot in 1877.
In 1933 werd bij de begraafplaats het eerste crematorium van België gebouwd. Begin 21e eeuw was het aantal begrafenissen teruggevallen tot een honderdtal per jaar, ver overvleugeld door de crematies. Anno 2016 waren er in de begraafplaats ongeveer 200.000 lichamen ter aarde besteld.

## Funerair erfgoed
De sinds 1995 in gebruik zijne begraafplaats aan de Stillelaan is ontworpen door gemeentearchitect Edmond Quétin. Hij tekende ook de toegangspoort met Etruskische paviljoenen en de onderaardse grafgalerijen. De meeste grote concessies zijn versierd met funerair erfgoed van hoog niveau. Rijkere concessiehouders vroegen aan gekende beeldhouwers om ornamenten uit brons, beeldhouwwerken aan te brengen. Op een monumentale zuil boven de hoofdingang zit 'De stilte van het graf', een bronzen figuur van Julien Dillens.
In 2024 werd de begraafplaats geconfronteerd met een massale kunstroof. De dieven gingen aan de haal met meer dan tweehonderd bronzen en koperen sculpturen.

### Galerij

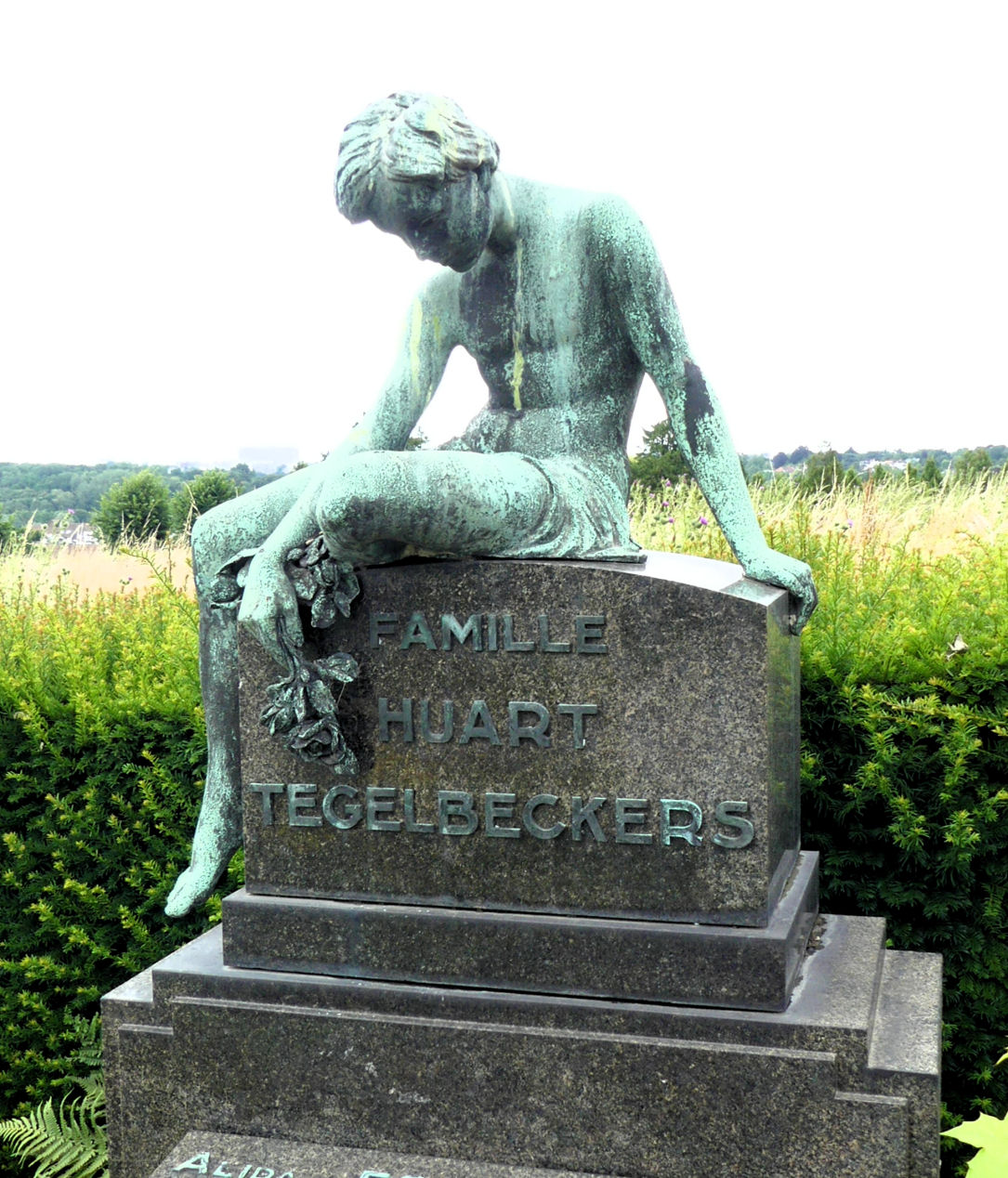
praalgraf Huart-Tegelbeckers
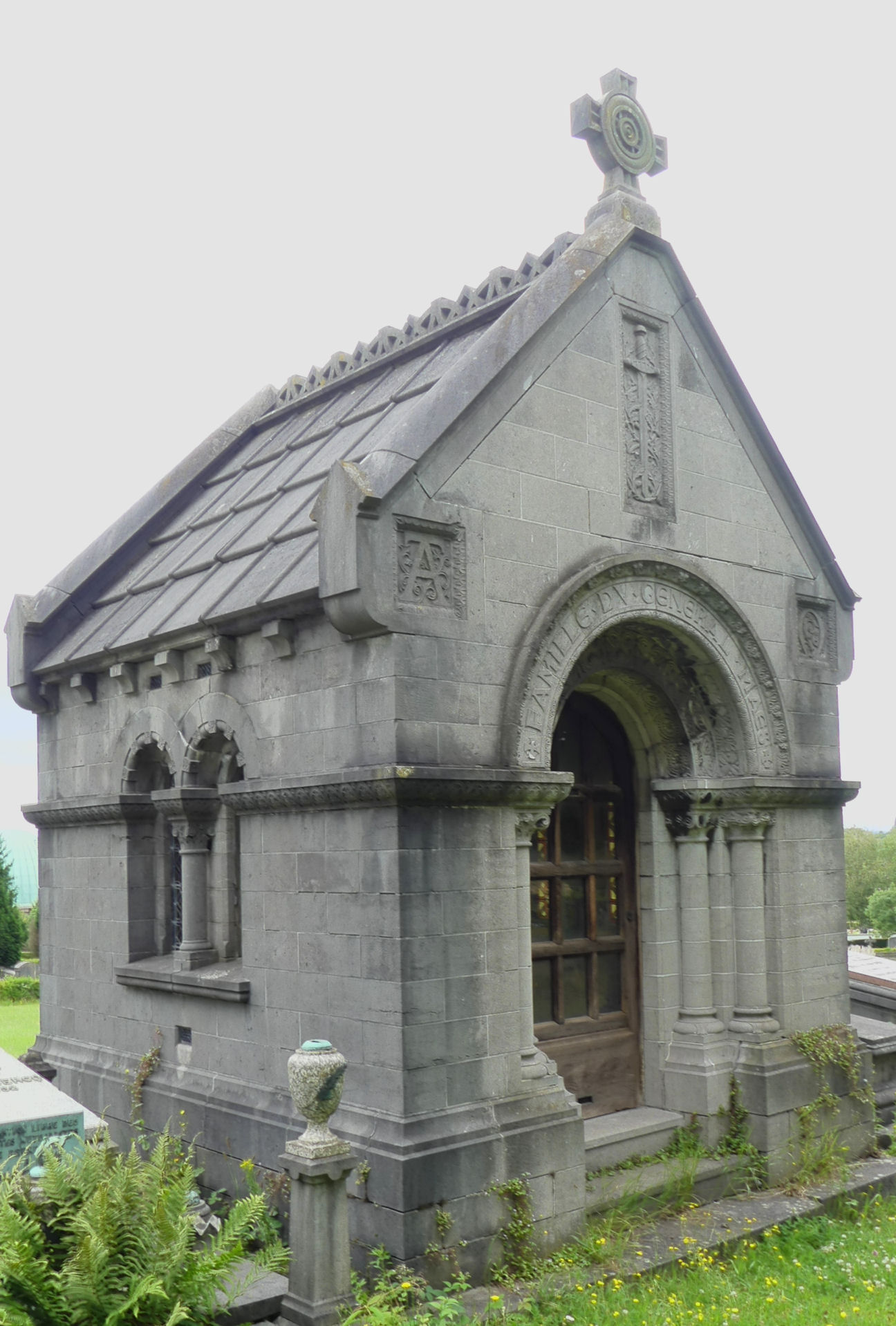
neoromaanse grafkapel voor Generaal-Majoor der Artillerie Albert Maes-Thiery (1859-1915), in arduin door arch. Maurice van Ysendyck, 1917.
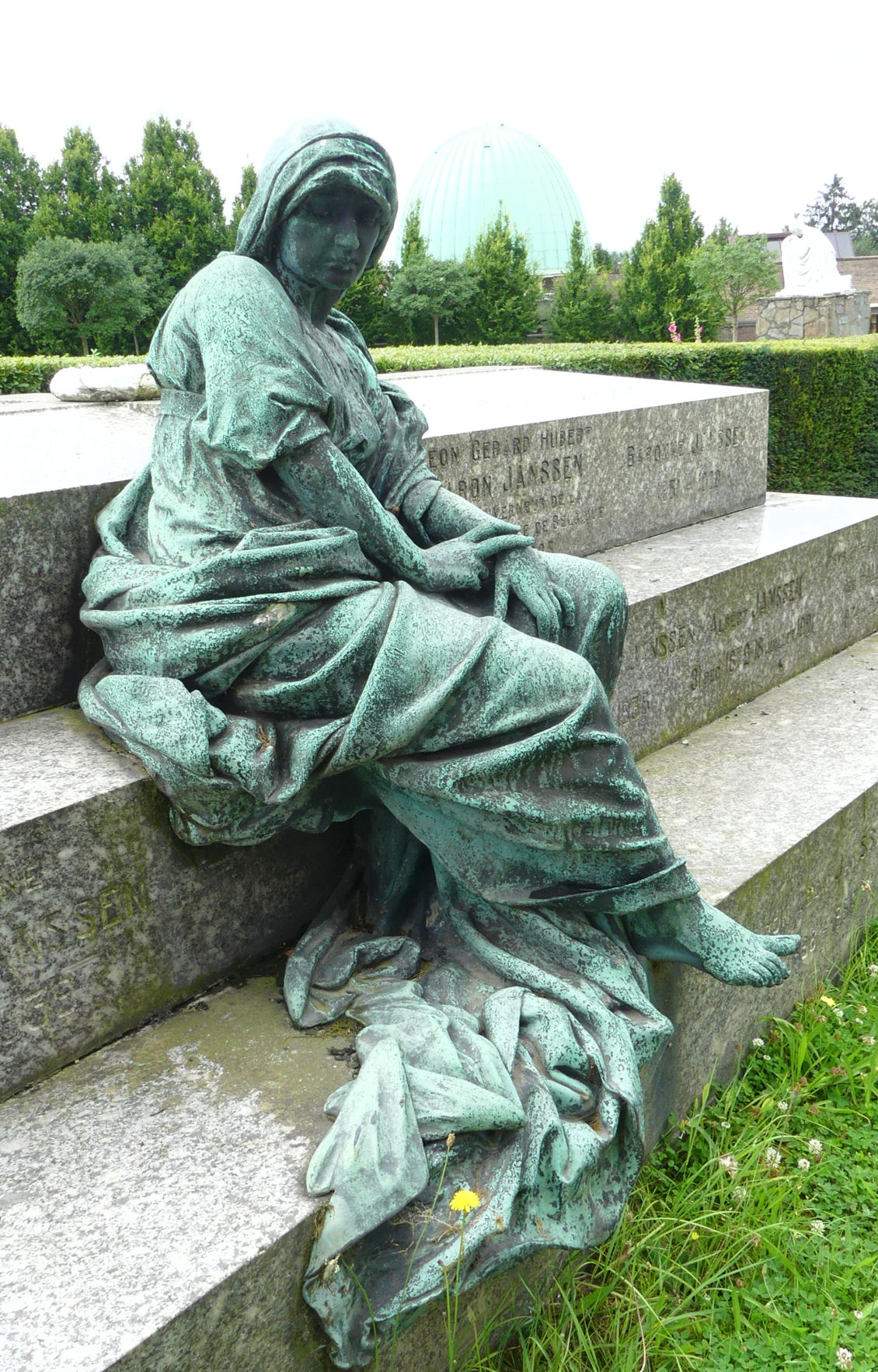
Praalgraf Léon Janssen-Bourgeois
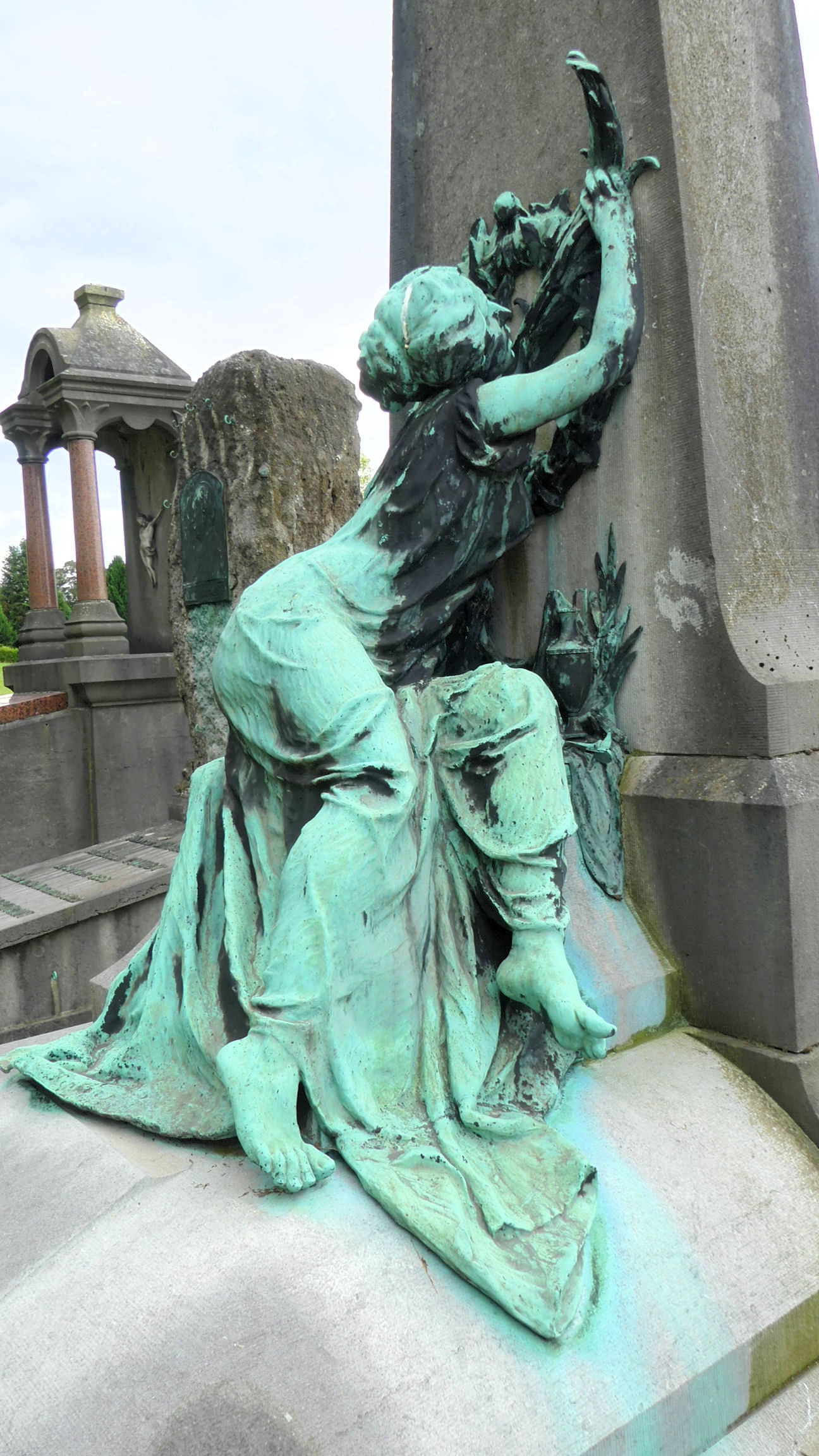
Praalgraf familie Wiskemann door beeldhouwer Hippolyte Leroy
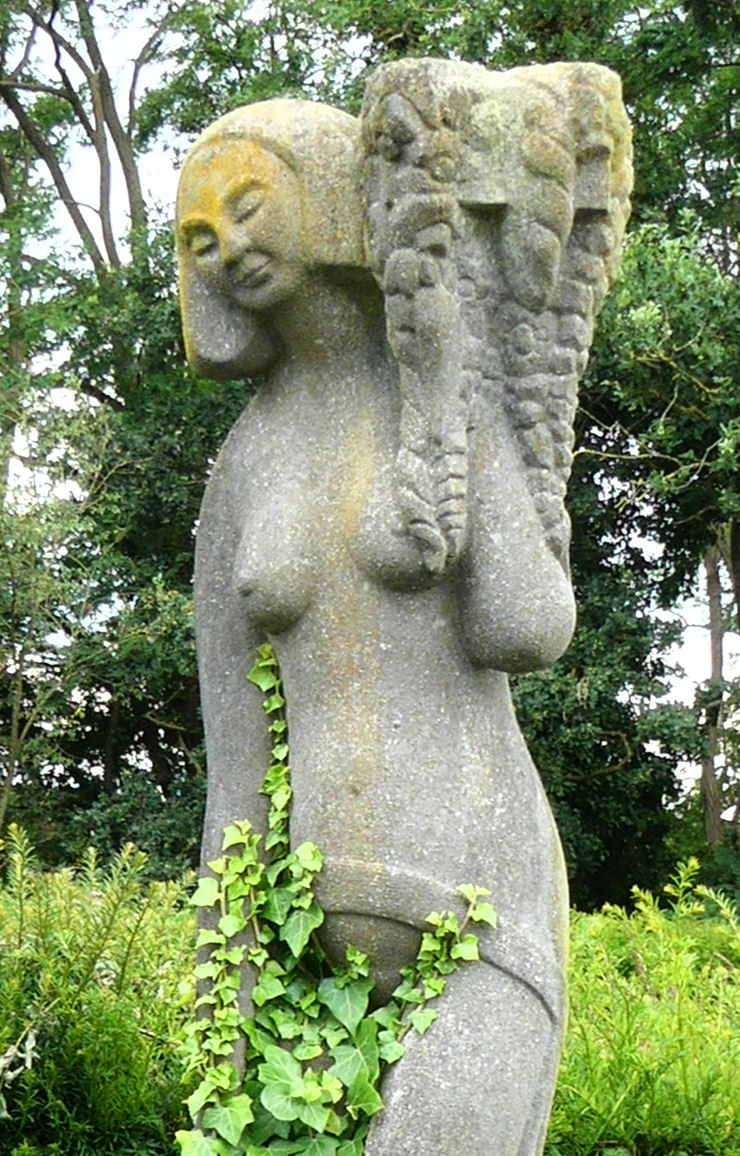
Praalgraf Meunier-Lambillotte, pleureuse gemaakt door steenhouwer Henri Puvrez, beschermde concessie P50/437.
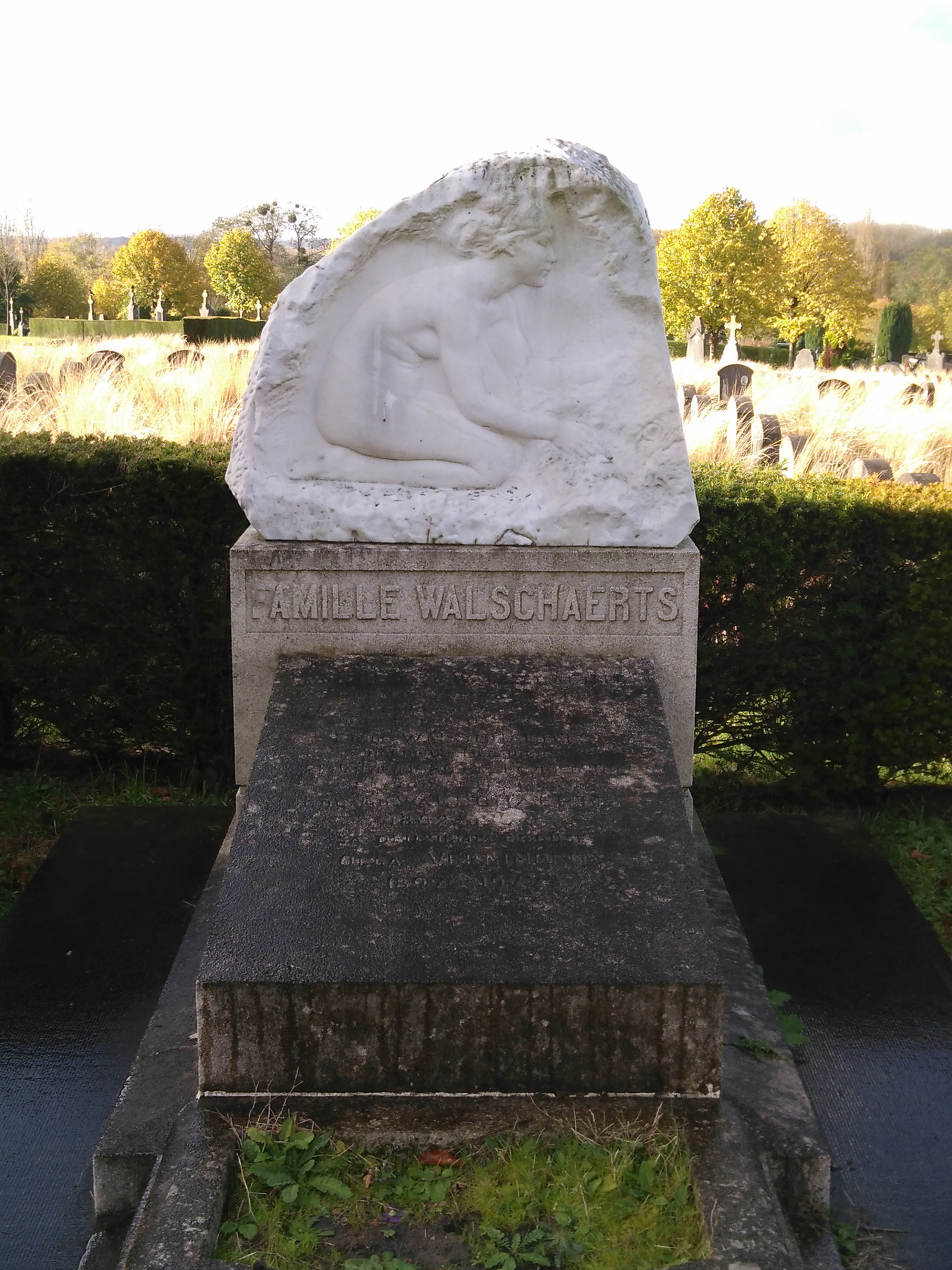
Praalgraf van Egide Walschaerts, door Ernest Salu en Pierre Theunis.
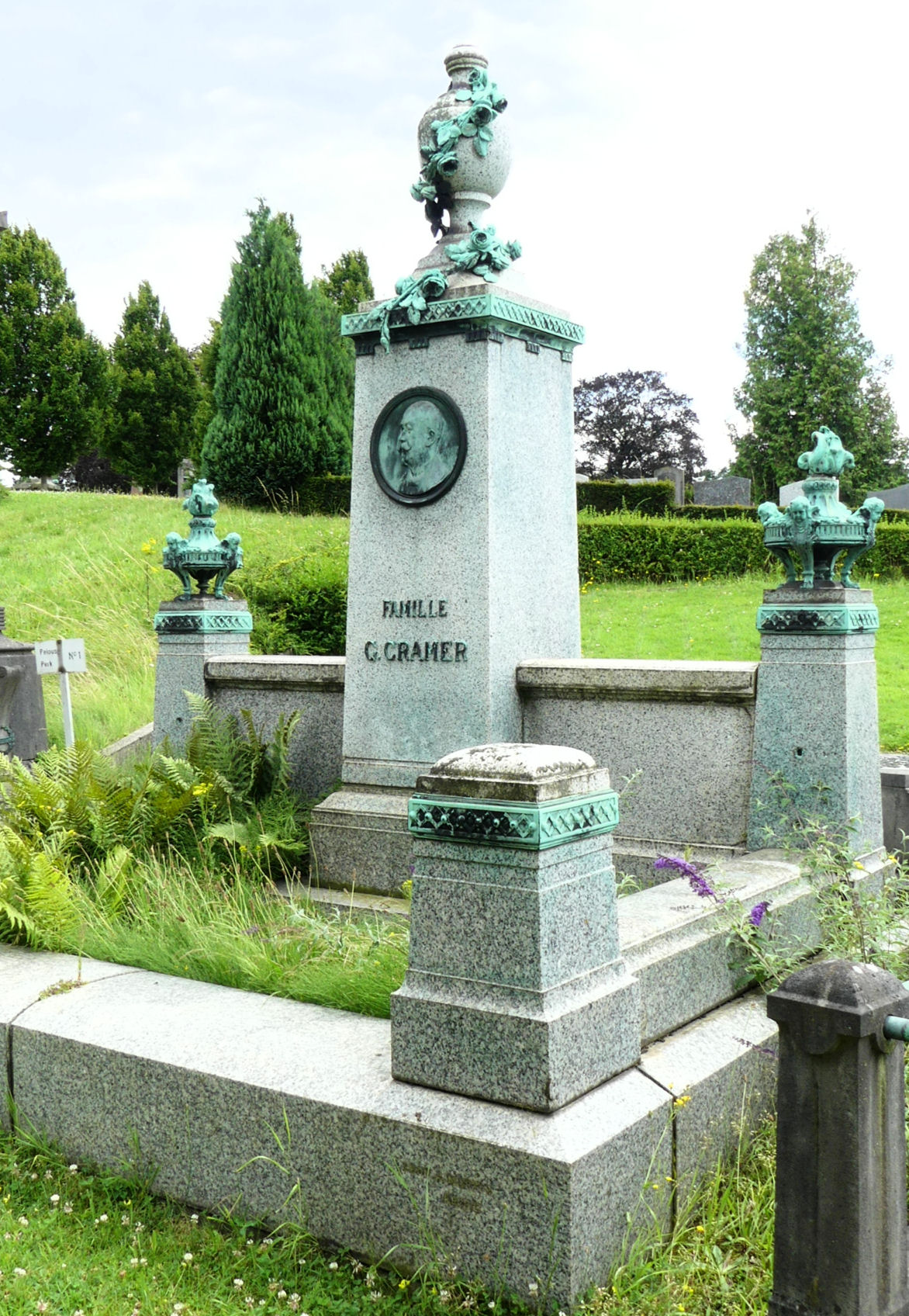
Praalgraf familie Cramer; bronzen medaillon door Godefroid Constantin Devreese
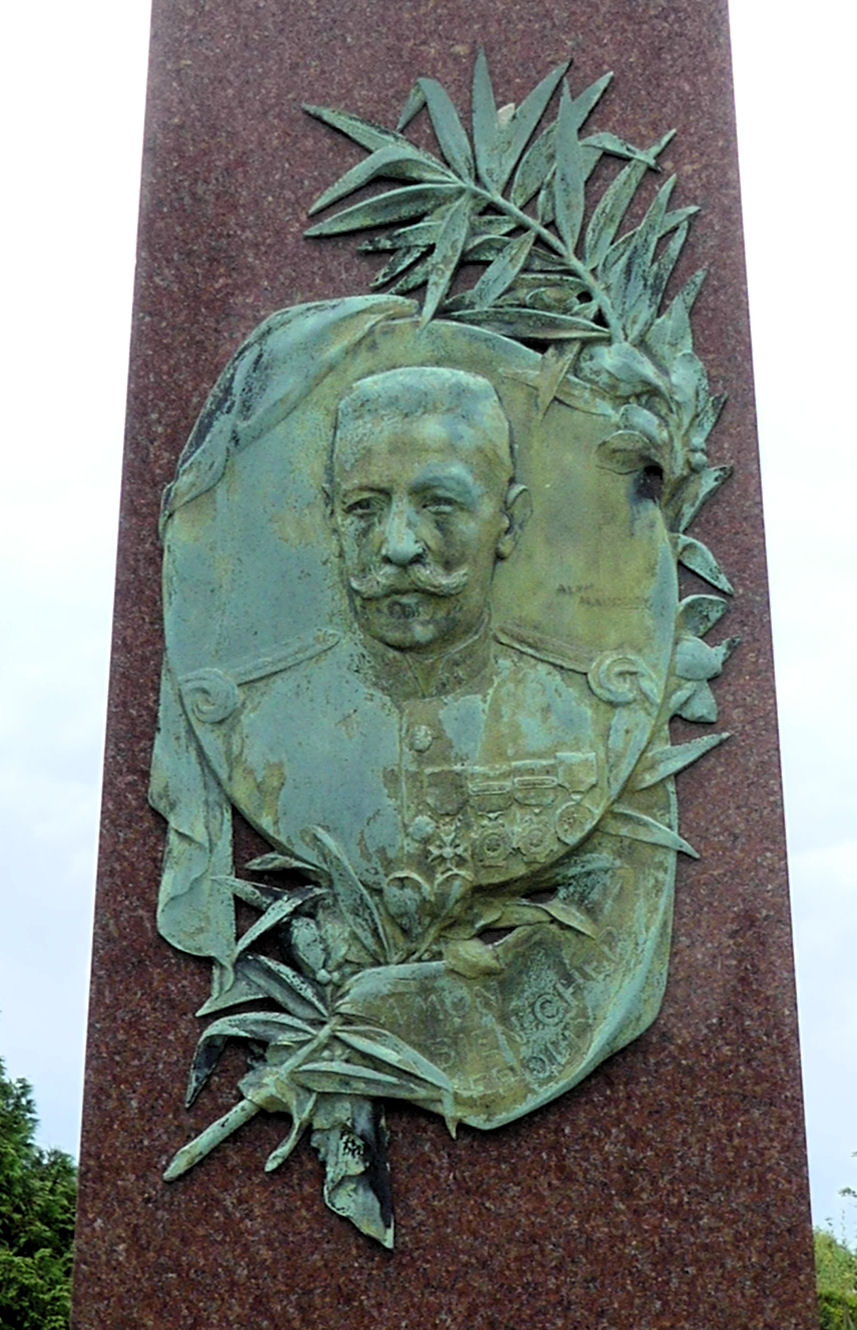
Praalgraf van Emile BECK - de Greef
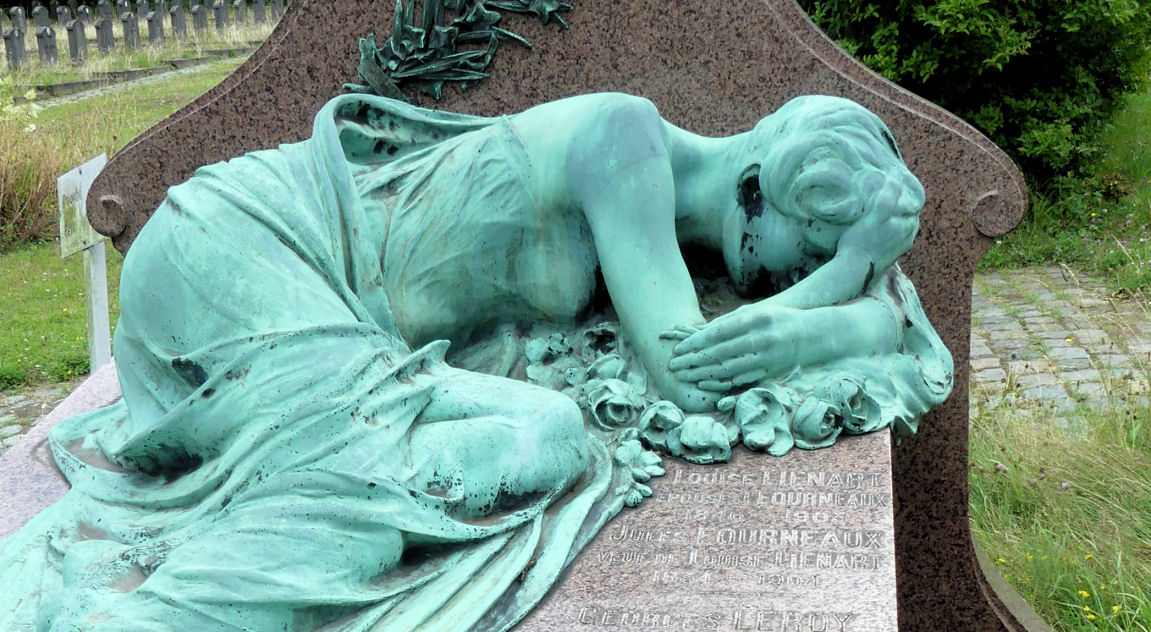
Praalgraf van Jules Fourneaux-Lienart, ontw. van arch. Paul Picquet met bronzen pleureuse door Paul Du Bois, Compagnie des Bronzes
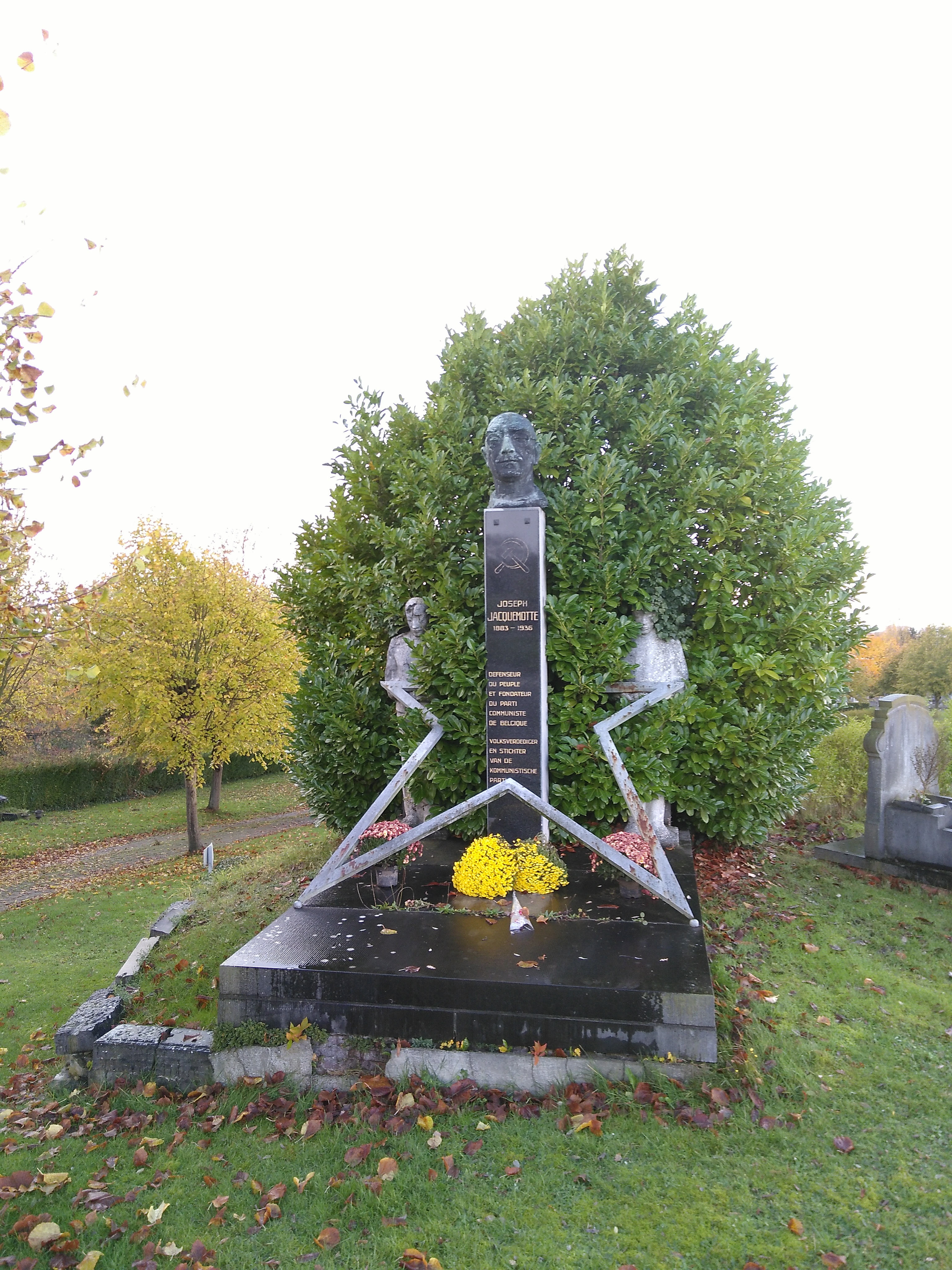
Graf van Joseph Jacquemotte

## Oorlogsgraven
Bij de ingang staat een monument voor de gesneuvelden van Eerste Wereldoorlog. Het grafperk van deze begravenen ligt iets verderop, het is in 2016 gerenoveerd. Op een ander perk liggen de soldaten van de Tweede Wereldoorlog. Op de begraafplaats bevinden zich ook verschillende graven van verzetsstrijders zoals Christine Duchaine, Arnaud Fraiteur en Leib Rabinowicz. In 1976 is een gedenkzuil geplaatst voor de vrijwilligers van de Internationale Brigades die in de jaren 1930 tegen het fascisme vochten.

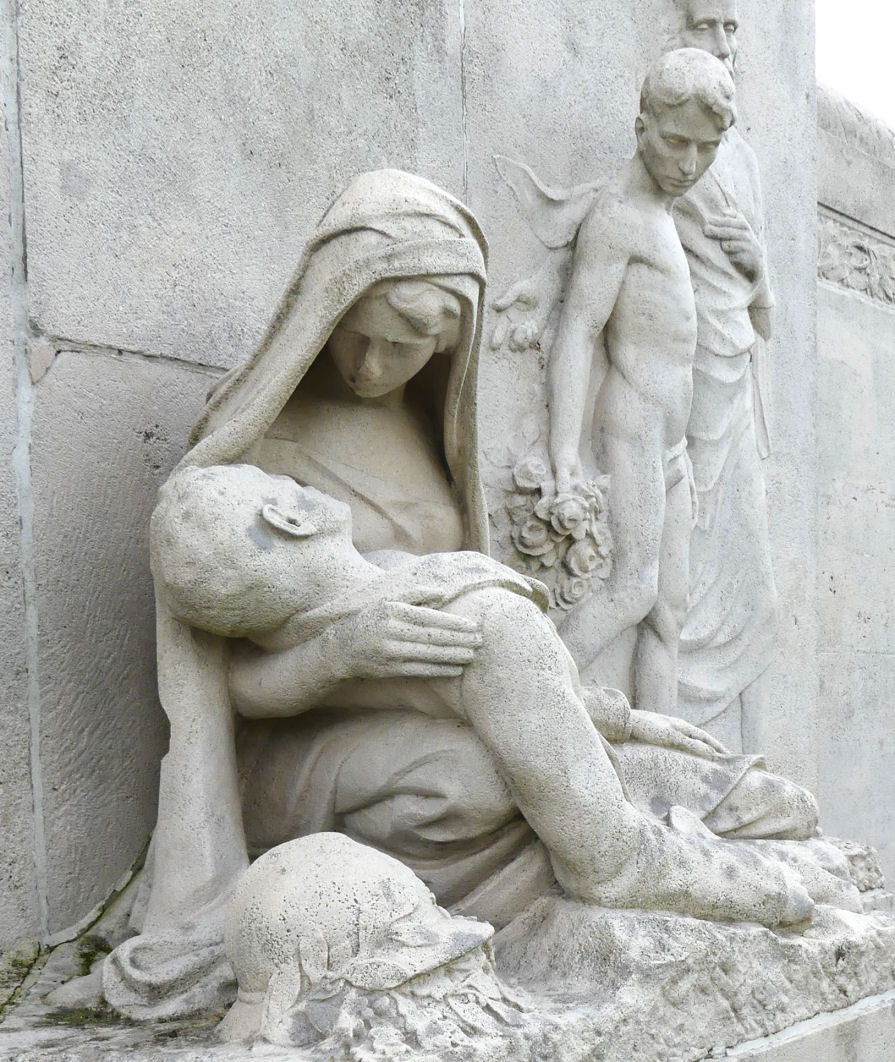
Oorlogsmonument der Gesneuvelden in natuursteen, door beeldhouwer Rene de Winne & architect Edmond Deswarte:"Gesneuvelde soldaat in de handen van het Vaderland"
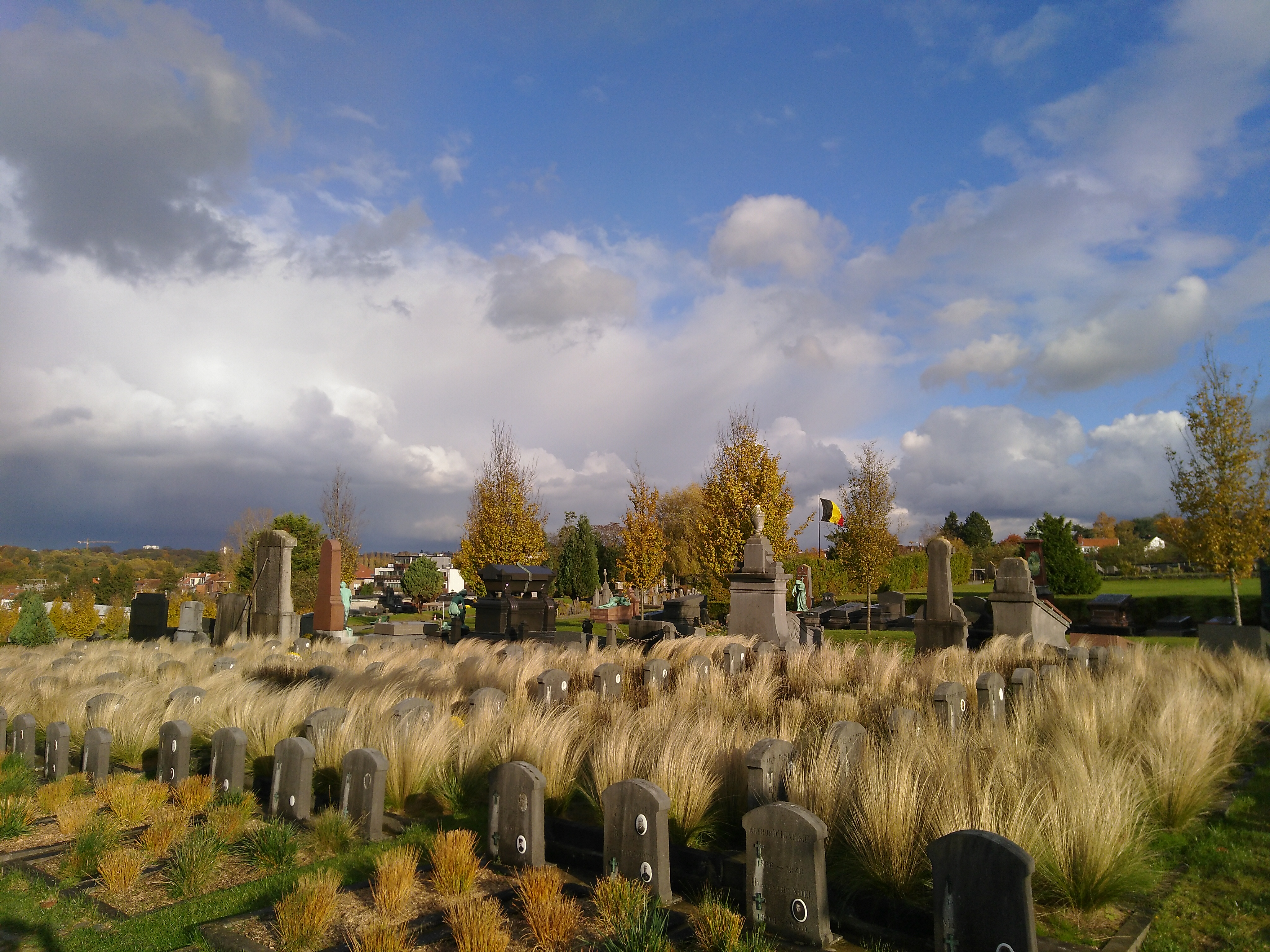
Perk Eerste Wereldoorlog
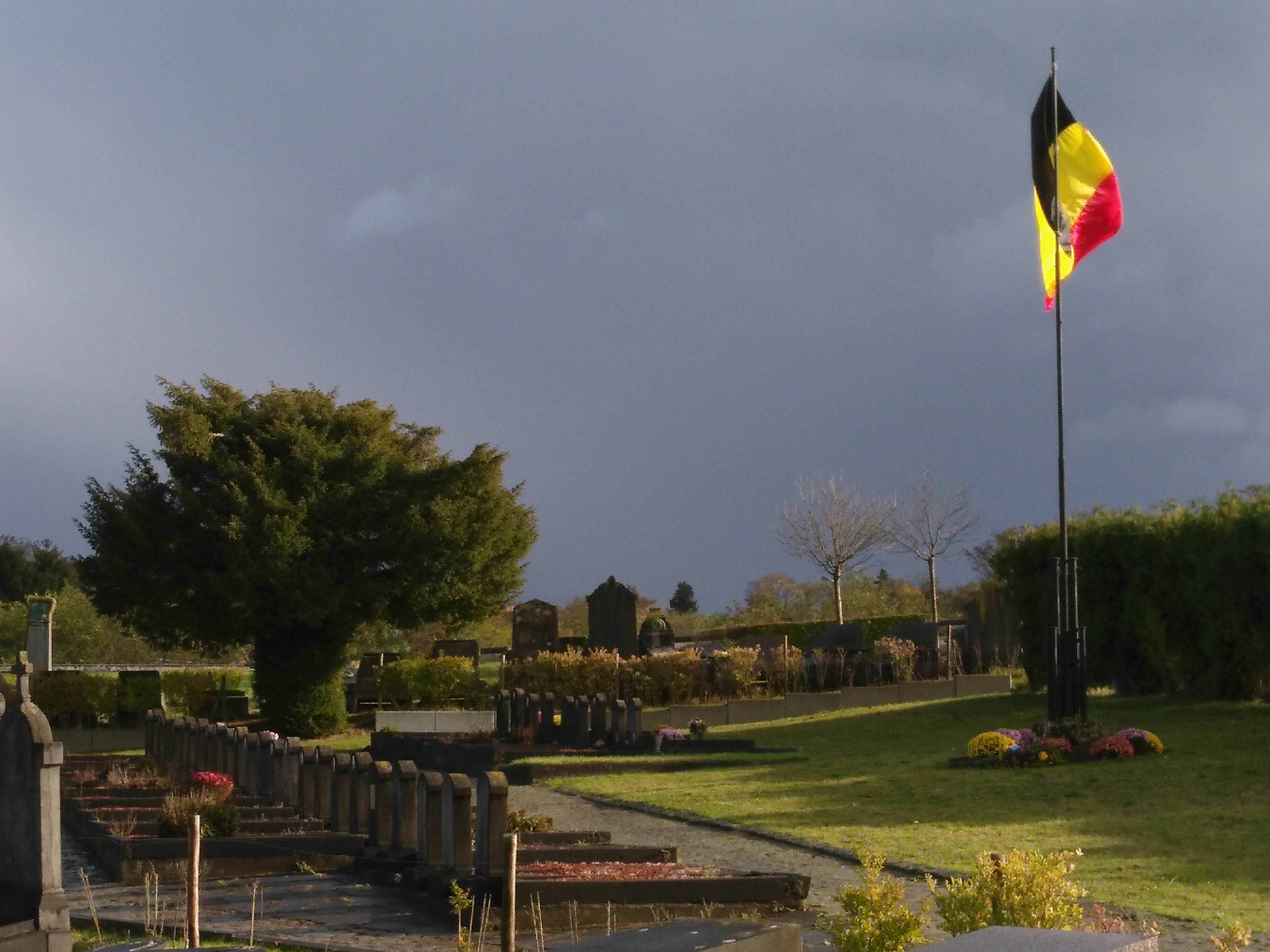
Perk Tweede Wereldoorlog

## Bekende overledenen
- Julien Dillens
- Jef Lambeaux
- Charles Tombeur
- Joseph Jacquemotte
- André Hennebicq
- Pierre Paulus
- Jean-Jacques Gailliard
- Henri Pirenne
- Victor Boin
- Egide Walschaerts

Onder de gecremeerden: Peyo, Jacques Ledoux, Patrick Haemers.

## Vervoer
De begraafplaats wordt bediend door tramhalte Crematorium (MIVB-lijn 51, aan de andere einde van de Stiltelaan) en door bushalte Noorderkrieken (MIVB-lijnen 43 en 70, en De Lijn, aan de boveningang van de begraafplaats).

## Voetnoten
1. ↑  Tweehonderdtal bronzen beelden gestolen van begraafplaats Sint-Gillis, BRUZZ, 2 oktober 2024